# Congrès d'Albany

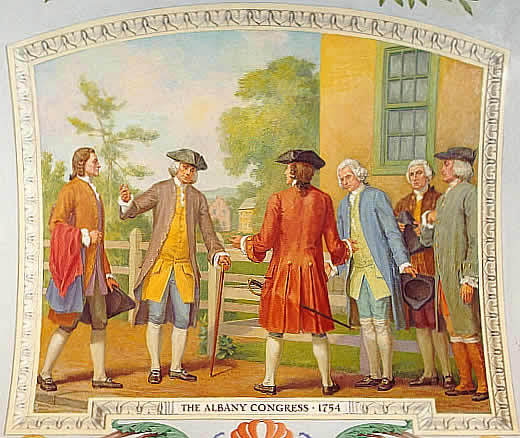
Les participants,de gauche à droite : William Franklin et son père, Benjamin (Pennsylvanie); Governor Thomas Hutchinson (Massachusetts); Governor William Delancey (New York); Sir William Johnson (Massachusetts); Colonel Benjamin Tasker (Maryland).

Le Congrès d'Albany (en: Albany Congress ou Albany Conference), fut une réunion composée de représentants de sept des colonies de l'Amérique du Nord britannique en 1754 (spécifiquement le Connecticut, le Maryland, le Massachusetts, le New Hampshire, la Pennsylvanie, la Province de New York et le Rhode Island). Les représentants se rencontrèrent à Albany du 19 juin au 11 juillet pour débattre sur une alliance avec les tribus indiennes et des mesures de défense contre la France. Les délégués ne se sont pas vus eux-mêmes comme les constructeurs de la future nation américaine, mais plutôt des colons avec la mission de signer un traité avec les Mohawks.
En revanche, c'est la première fois que toutes les colonies se réunissent ensemble. Les délégués passèrent beaucoup de leur temps à discuter du plan d'Albany de Benjamin Franklin, qui voulait créer une unique colonie unifiée. Les délégués approuvèrent une union de 12 colonies, avec un président désigné par la Couronne. Chaque assemblée coloniale enverrait 2 à 7 délégués à un Grand Conseil, celui-ci disposant des pouvoirs législatifs. L'Union aurait la charge de la juridiction des affaires indiennes.
L'épisode représente un symbole dans l'Histoire américaine et présage la formation des États-Unis en 1776, et est souvent illustré par le célèbre dessin de Benjamin Franklin : Join, or Die. Les historiens rejettent la croyance populaire selon laquelle les délégués auraient été inspirés par la Confédération iroquoise.

## Plan d'union

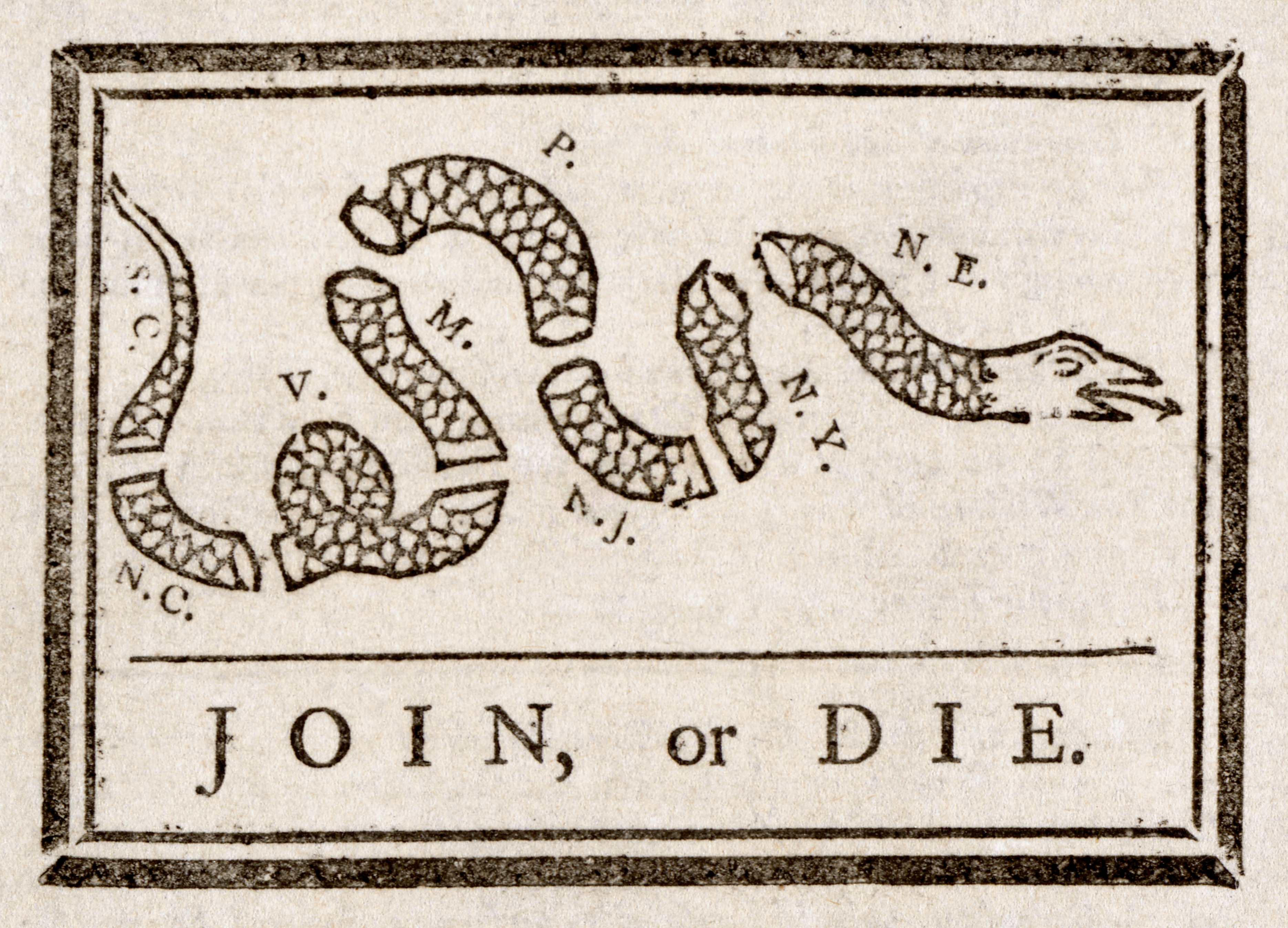
Le dessin Join, or Die de Benjamin Franklin encourageait l'union des colonies.

Benjamin Franklin proposa un plan d'union des sept colonies qui dépasserait la portée du Congrès. Cependant, malgré le soutien de Thomas Hutchinson, le plan fut rejeté par les législatures des sept différentes colonies car il risquait de limiter certains de leurs pouvoirs actuels. Le plan n'a même jamais été envoyé à Londres pour approbation. L'union prévoyait d'inclure toutes les colonies de l'Amérique du Nord britannique, excepté la Nouvelle-Écosse et la Géorgie. Il prévoyait un pouvoir exécutif unique (President-General), désigné par le Roi, et responsable des relations indiennes, de la préparation militaire, et de l'exécution des lois régulant le commerce et les activités financières. Un Grand Council (Grand Conseil), devait être sélectionné par les législatures des colonies avec un nombre de délégués calculé sur les taxes payées par chaque colonie. Même s'il fut rejeté, beaucoup d'éléments de ce plan se retrouvèrent dans les Articles de la Confédération et la Constitution.

## Participants
Trente-et-un représentants du Connecticut, du Maryland, du Massachusetts, du New Hampshire, de la Pennsylvanie, de la Province de New York et du Rhode Island participèrent au Congrès. James DeLancey, alors Gouverneur de New York, et donc en tant que Gouverneur hôte, fut le Président du Congrès. Peter Wraxall, quant à lui, en fut le secrétaire.
Les délégués inclurent  Thomas Hutchinson, William Johnson, Philip Livingston, Benjamin Franklin et Stephen Hopkins, dont certains (Hopkins, Linvingston et Franklin) signèrent la Déclaration d'indépendance des États-Unis.
La liste complète des délégués peut être trouvée ici.

## Source
- (en) Cet article est partiellement ou en totalité issu de l’article de Wikipédia en anglais intitulé « Albany Congress » (voir la liste des auteurs).